# Nantes
Nantes (Bretão: Naoned; língua galo: Naunnt) é uma cidade francesa e a capital do departamento de Loire-Atlantique e da região País do Loire, na França, situada a 50 km (31 mi) do Oceano Atlântico. É a sexta maior cidade de França. A área metropolitana tem cerca de 804 833 habitantes (estimativa de 2008). É um porto na foz do rio Loire. Em 2004, a revista Time descreveu Nantes como a "cidade com mais vida da Europa". Além disso, foi nesta cidade em que nasceu o escritor Júlio Verne, famoso pela obra Viagem ao Mundo em 80 Dias.

## História
Nantes foi a capital da tribo gaulesa dos Namnetes até à conquista romana. Durante o período romano foi chamada Condenvinco (em latim: Condenvincum), Porto Namneto (em latim: Portus Namnetum) ou Namnetes.

## Questão linguística
Apesar de, hoje, ser a capital do País do Loire e da Loire-Atlantique, e embora o francês e a língua galo das línguas de oïl sejam mais usados, boa parte da população deseja aprender e praticar o bretão.

## Cidades-irmãs
- Rio de Janeiro, no  Brasil
- Recife, no  Brasil
- Saarbrücken, na  Alemanha
- Cardiff, no  Reino Unido
- Tbilisi, na  Geórgia
- Seattle, nos  Estados Unidos
- Jacksonville, nos  Estados Unidos

## Tourde France

### Chegadas
- 2008 :  Samuel Dumoulin

## Ensino superior
- Audencia
- E-Artsup
- École centrale de Nantes
- Institut catholique d'arts et métiers
- Instituto superior europeu de gestão grupo
- Institut Supérieur Européen de Formation par l'Action